# Lamourouxia multifida
Lamourouxia multifida es una planta de la familia de las orobancáceas, nativa de Norteamérica.

## Descripción
Es una hierba perenne de hasta 1.5 m de alto, de tallos glabros o algo pubescentes, generalmente indivisos. Las hojas opuestas son pinnatífidas a bipinnatífidas, de hasta 6 cm de largo, con segmentos lineares de margen entero. La inflorescencia es un racimo terminal ascendente, con flores cortamente pediceladas, vistosas, su cáliz glabro o pubescente de lóbulos triangulares y acuminados. La corola ventricosa, bilabiada, de hasta 5 cm de largo, es de color rojo encendido, con 4 estambres fértiles de anteras aterciopeladas. El fruto es una cápsula elipsoide de alrededor de 1 cm de largo, que se abre en la madurez. Las numerosas semillas son pequeñas, de color amarillo, de superficie reticulada. La polinización probablemente es llevada a cabo por colibríes.
Al ubicarse en la familia Orobanchaceae, se presume que L. multifida es una planta hemiparásita, al menos facultativa; aunque faltan estudios al respecto. 

## Distribución y hábitat
La especie se distribuye en ecosistema de bosque templado, principalmente de Quercus, desde el centronorte de México (sur de Sinaloa y sur de Tamaulipas) hasta Guatemala.

## Taxonomía
Lamourouxia multifida fue descrita en 1818 por Carl Sigismund Kunth en Nova Genera et Species Plantarum 2: 339.

### Etimología
Lamourouxia: nombre genérico dado en honor al biólogo francés Jean Vincent Félix Lamouroux (1779-1825).
multifida: epíteto específico latino que significa "con múltiples divisiones". Se trata de la única especie del género que presenta hojas divididas.

### Sinonimia
- Lamourouxia grandiflora Benth. ex Linden
- Lamourouxia laciniata M.Martens & Galeotti
- Lamourouxia multifida var. grandiflora Benth.
- Lamourouxia pringlei Gand. [ilegítimo]
- Lamourouxia tepicana (M.E.Jones) Pennell
- Pedicularis tepicana M.E.Jones[4]